# The World at One
The World at One, ou WATO ("what-oh"), é o programa de notícias e atualidades da BBC Radio 4, que é transmitido das 13:00 a 13:45 de segunda a sexta-feira. O programa se descreve como "o principal programa político da Grã-Bretanha".
A partir de 7 de novembro de 2011, o programa foi estendido para 45 minutos (de 30 minutos). Um programa de quinze minutos atualmente preenche a lacuna até às 14:00.

## História
O programa começou em 4 de outubro de 1965 no BBC Home Service. O lançamento do The World at One foi parte de uma mudança mais ampla na cobertura de notícias e assuntos atuais da BBC: mais jornalistas estavam chegando da Fleet Street e substituindo uma cultura mais calma e colegiada.
O programa atraiu críticas, pois parecia misturar notícias e assuntos atuais e quebrar a distinção feita entre reportagem e interpretação. David Hendy, em Life on Air: A History of Radio Four, disse que essa mudança foi mais uma mudança estética do que na estrutura organizacional subjacente. Em sua história de notícias de rádio e atualidades, "Public Issue Radio", Hugh Chignell apontou que The World at One foi uma inovação de grande sucesso, mas também profundamente controversa. Forneceu uma abordagem bem-sucedida de notícias e atualidades, que seria plagiada por outros, mas ao mesmo tempo horrorizou a ala mais reithiana da BBC que reagiu na década de 1970, criando programas de assuntos atuais sobre assuntos únicos (Analysis e File on Four) em reação ao jornalismo vulgar do The World at One. Essa vulgaridade foi personificada por seu primeiro apresentador, William Hardcastle, ex-editor do Daily Mail e também correspondente da Reuters em Washington. Hardcastle não queria fazer o programa todos os dias, então Andrew Boyle sugeriu que ele compartilhasse o trabalho com William Davis, outro apresentador cuja carreira não dependesse totalmente da BBC.
O programa foi um sucesso desde o início. Mais de dois milhões de telespectadores estavam em sintonia no final de 1965 e chegariam a quatro milhões em 1975.
Em 1998, o então gestor da Radio 4, James Boyle, reduziu a duração do programa de 40 para 30 minutos, como parte de uma série de mudanças no cronograma.
The World at One ainda é conhecido por seu jornalismo robusto. Após uma breve introdução ao programa, há um boletim de notícias de seis minutos, seguido por entrevistas políticas sérias e relatórios detalhados. Seu alcance de público aumentou recentemente para aproximadamente 3,3 milhões de ouvintes, com uma audiência média diária de cerca de 1,4 milhão.
Robin Day, James Naughtie e Nick Clarke estão entre a lista de apresentadores anteriores do programa.
Desde o final de 2005, Shaun Ley apresentou o programa enquanto Clarke se recuperava de uma operação para remover o câncer na perna esquerda. Clarke voltou em tempo parcial em agosto de 2006. Outros apresentadores de destaque incluem Brian Hanrahan, Guto Harri, Laura Trevelyan, Stephen Sackur, Carolyn Quinn, James Robbins e Mark Mardell. A principal apresentadora até março de 2018 foi Martha Kearney, que se apresentou de segunda a quinta-feira, com Ley normalmente na cadeira na sexta-feira. Em abril de 2018, Sarah Montague assumiu o papel principal de Kearney, que saiu para assumir o papel anterior de Montague como parte da equipe Today.
Em 2012 e 2014, o programa foi indicado como um dos melhores programas de notícias e assuntos atuais no Radio Academy Awards.
Os programas da semana anterior podem ser ouvidos novamente usando o BBC Sounds ou baixados como um podcast.
Muitos repórteres e produtores passaram algum tempo trabalhando no programa, incluindo Sue MacGregor, Kirsty Wark, Charlie Lee-Potter, Ted Harrison, Jonathan Dimbleby, Roger Cook, George Alagiah, Jenny Abramsky, Roger Hearing, Sian Williams, Sandra Harris e Nicholas Barrett. O filme é baseado no livro de mesmo nome escrito por Peter Biles, Kirsty Lang, Martin Fewell, Shelagh Fogarty, David Jessel, Nick Ross, Ben Bradshaw, Juliet Bremner, Susannah Simons, Pallab Ghosh e Martha Kearney.

## Apresentadores notáveis
- William Hardcastle (1965–75)
- William Davis (1965–?)
- Brian Widlake
- David Jessel (1970–72)
- Robin Day (1979-87)
- James Naughtie (1988–94)
- Nick Clarke (1994–2006)
- Martha Kearney (2007-2018)
- Shaun Ley (2005 - presente)

## The World This Weekend
The World This Weekend é um programa semanal de notícias e assuntos atuais, transmitido das 13:00 às 13:30 na BBC Radio 4 todos os domingos, essencialmente a versão dominical de The World at One. Foi lançado em 17 de setembro de 1967.
Seu atual apresentador é Mark Mardell. Outros apresentadores ocasionais incluem Edward Stourton, James Robbins e Jo Coburn.

### Apresentadores
Os apresentadores atuais incluem:
| Anos            | Apresentador    | Função atual           |
| --------------- | --------------- | ---------------------- |
| 2014 – presente | Mark Mardell    | Apresentador principal |
| 2009 – presente | Edward Stourton | Apresentador regular   |
| ? – presente    | James Robbins   | Apresentador ocasional |
| ? – presente    | Jo Coburn       | Apresentador ocasional |

Apresentadores anteriores incluem:
- James Cox (1994-2005)
- Nick Clarke (1989-1994)
- Gordon Clough
- Shaun Ley (2007-2014)